# Khagan
Khagan (med flera varierande stavningar; fornturkiska: kaɣan; mongoliska: хаган eller хаан), eller storkhan, är en titel i turkspråk och mongoliska som närmast motsvarar kejsare. Khaganen var av högre rang än khanen, och titeln kan översättas med "khanernas khan". Khaganen härskade över ett khaganat, vilket motsvarade khanens khanat. Titeln användes av gökturkarna, mongolerna, khazarerna, ruserna, med flera. Med storkhaner menas vanligen Djinghis khan med efterträdare vilka härskade över Mongolväldet. Efter Kublai khans död 1294 var Yuandynastins kejsare enbart nominella storkhaner utan reellt inflytande över de västra delarna av det mongoliska riket.

## Lista över Mongolväldets storkhaner
- Djinghis khan (1206-1227)
- Ögödei khan (1229-1241) Tolui var Mongolväldets regent åren 1227-1229.
- Güyük khan (1246-1248) Töregene var Mongolväldets regent åren 1243-1246.
- Möngke khan (1251-1259) Oghul Qaimish var Mongolväldets regent åren 1248-1251.

### Storkhaner under Yuandynastin
- Kublai khan (1260-1294) Efter 1294 har storkhanerna endast nominell makt över Mongolväldet bortom Kina.
- Temür khan (1297-1307)
- Külüg khan (1307-1311)
- Buyantu khan (1311-1320)
- Shidebala khan (1320-1323)
- Yesun Temür khan (1323-1328)
- Aragibag khan (1328)
- Tugh Temür khan (1328-1329, 1329-1332)
- Khoshila khan (1329)
- Irinjibal khan (1332)
- Toghon Temür (1333-1368) Efter 1368 tar Mingdynastin makten över Kina.